# Expedice 49
Expedice 49 byla devětačtyřicátou expedicí na Mezinárodní vesmírnou stanici (ISS). Expedice probíhala od 7. září 2016 a skončila 30. října odpojením lodi Sojuz MS-01. Byla šestičlenná, tři členové posádky přešli z Expedice 48, druhá trojice přiletěla v Sojuzu MS-02 19. října 2016.
Start Sojuzu MS-02 musel být kvůli technickým problémům odložen o celý měsíc. Proto byla Expedice 49 kompletní jen 11 dní.
Sojuz MS-01 a Sojuz MS-02 sloužily expedici jako záchranné lodě.

## Posádka
| Pozice          | 1. část (září–říjen 2016)               | 2. část (říjen 2016)                    |
| --------------- | --------------------------------------- | --------------------------------------- |
| Velitel         | Anatolij Ivanišin, (2), Roskosmos (CPK) | Anatolij Ivanišin, (2), Roskosmos (CPK) |
| Palubní inženýr |                                         | Sergej Ryžikov, (1), Roskosmos (CPK)    |
| Palubní inženýr |                                         | Andrej Borisenko, (2), Roskosmos (CPK)  |
| Palubní inženýr |                                         | Robert Kimbrough, (2) NASA              |
| Palubní inženýr | Takuja Óniši (1), JAXA                  | Takuja Óniši (1), JAXA                  |
| Palubní inženýr | Kathleen Rubinsová, (1) NASA            | Kathleen Rubinsová, (1) NASA            |

V závorkách je uveden dosavadní počet letů do vesmíru včetně této mise.
Zdroj pro tabulku: ASTROnote.
Záložní posádka:
- Oleg Novickij, Roskosmos (CPK)
- Alexandr Misurkin, Roskosmos (CPK)
- Nikolaj Tichonov, Roskosmos (CPK)
- Mark Vande Hei, NASA
- Thomas Pesquet, ESA
- Peggy Whitsonová, NASA